# Édifice de la Haute-Ville
Édifice de la Haute-Ville est un gratte-ciel de la ville de Québec. 

## Description

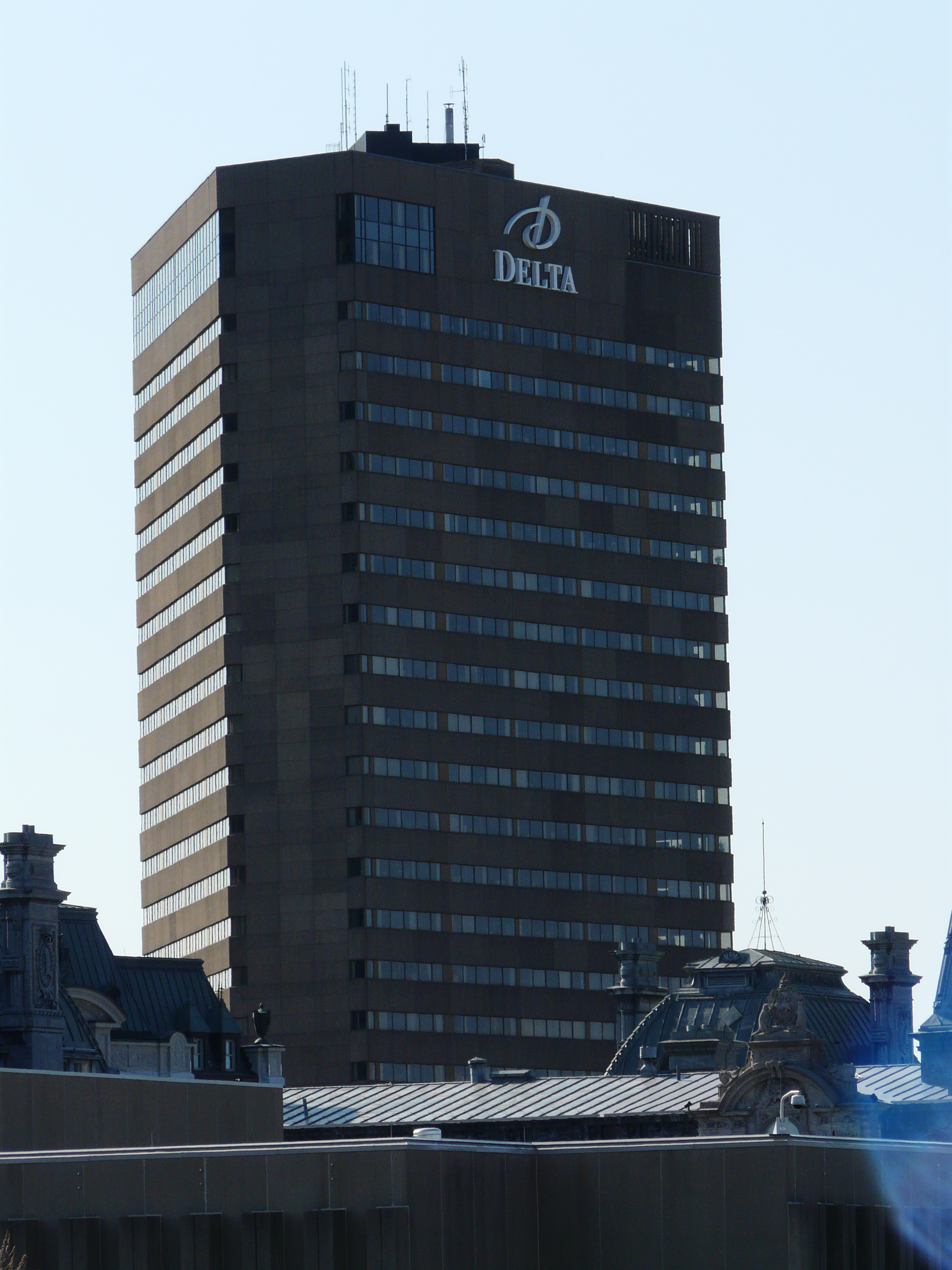

Situé sur la Colline parlementaire dans l'arrondissement La Cité-Limoilou, l'édifice est occupé par un hôtel de la chaîne Delta dans ses étages inférieurs (basilaire et partie basse de la tour), tandis que les étages les plus élevés sont occupés par des bureaux du Ministère des Transports du Québec.